# Trịnh Văn Quyết (quân nhân)
Trịnh Văn Quyết (sinh ngày 22 tháng 1 năm 1966) là một tướng lĩnh Quân đội nhân dân Việt Nam, hàm Đại tướng. Ông hiện là Bí thư Trung ương Đảng Cộng sản Việt Nam khóa XIII, Ủy viên Ban Chấp hành Trung ương Đảng khóa XIII, Ủy viên Thường vụ Quân ủy Trung ương, Chủ nhiệm Tổng cục Chính trị Quân đội nhân dân Việt Nam, Chủ nhiệm Ủy ban Kiểm tra Quân ủy Trung ương.

## Thân thế binh nghiệp
Ông quê ở xã Thanh Quang, huyện Thanh Hà, tỉnh Hải Dương.
Trước năm 2015, ông từng giữ chức Chính ủy Bộ chỉ huy quân sự tỉnh Hà Giang, Phó Chủ nhiệm Chính trị Quân khu 2.
Năm 2015, bổ nhiệm giữ chức Phó Chính ủy Quân khu 2.
Tháng 5 năm 2016, ông được bổ nhiệm giữ chức Chính ủy Quân khu 2, Bí thư Đảng ủy Quân khu.
Tháng 08 năm 2016, được thăng quân hàm Thiếu tướng.
Từ ngày 06 tháng 8 đến ngày 28 tháng 10 năm 2019, ông tham gia Lớp bồi dưỡng kiến thức mới cho cán bộ quy hoạch cấp chiến lược khóa XIII của Đảng tại Học viện Chính trị quốc gia Hồ Chí Minh
Năm 2020, ông được thăng quân hàm Trung tướng.
Ngày 30 tháng 01 năm 2021, Tại Đại hội đại biểu toàn quốc lần thứ XIII của Đảng, đồng chí được bầu là Ủy viên Ban Chấp hành Trung ương Đảng Cộng sản Việt Nam khóa XIII, nhiệm kỳ 2021-2026.
Ngày 28 tháng 4 năm 2021, Tại Quyết định số 616/QĐ-TTg, Thủ tướng Chính phủ Phạm Minh Chính bổ nhiệm Trung tướng Trịnh Văn Quyết, Ủy viên Trung ương Đảng, Bí thư Đảng ủy, Chính ủy Quân khu 2, giữ chức Phó Chủ nhiệm Tổng cục chính trị Quân đội nhân dân Việt Nam.
Ngày 16 tháng 7 năm 2021, Thủ tướng Chính phủ Phạm Minh Chính ký Quyết định số 1240/QĐ-TTg, bổ nhiệm ông làm Ủy viên Hội đồng Thi đua - Khen thưởng Trung ương.
Sáng ngày 8 tháng 8 năm 2023, tại Phủ Chủ tịch, Chủ tịch nước Võ Văn Thưởng, Thống lĩnh lực lượng vũ trang, Chủ tịch Hội đồng Quốc phòng và An ninh đã trao quyết định thăng quân hàm từ Trung tướng lên Thượng tướng cho Phó Chủ nhiệm Tổng cục Chính trị QĐND Việt Nam Trịnh Văn Quyết.
Ngày 1 tháng 6 năm 2024, Chủ tịch nước Cộng hòa xã hội chủ nghĩa Việt Nam đã ký Quyết định bổ nhiệm Thượng tướng Trịnh Văn Quyết giữ chức Chủ nhiệm Tổng cục Chính trị Quân đội nhân dân Việt Nam.
Ngày 16 tháng 8 năm 2024, Ban Chấp hành Trung ương Đảng đã quyết định giới thiệu nhân sự và cho ý kiến để Bộ Chính trị giới thiệu nhân sự kiện toàn lãnh đạo một số cơ quan nhà nước nhiệm kỳ 2021 - 2026 theo quy định.
Ban Chấp hành Trung ương Đảng đã bầu bổ sung Thượng tướng Trịnh Văn Quyết, Chủ nhiệm Tổng cục Chính trị Quân đội Nhân dân Việt Nam làm Ủy viên Ban Bí thư khóa XIII (2021 - 2026).
Sáng ngày 14 tháng 7 năm 2025, tại Phủ Chủ tịch, Chủ tịch nước Lương Cường, Chủ tịch Hội đồng Quốc phòng và An ninh, Thống lĩnh các lực lượng vũ trang nhân dân, đã thăng quân hàm từ Thượng tướng lên Đại tướng đối với đồng chí Trịnh Văn Quyết, Bí thư Trung ương Đảng, Chủ nhiệm Tổng cục Chính trị Quân đội nhân dân Việt Nam 

## Lịch sử thụ phong quân hàm
| Năm thụ phong | 2016        | 2020        | 2023         | 2025      |
| ------------- | ----------- | ----------- | ------------ | --------- |
| Quân hàm      |             |             |              |           |
| Cấp bậc       | Thiếu tướng | Trung tướng | Thượng tướng | Đại tướng |